# Státní liga 1935-1936
La Státní liga 1935-1936 vide la vittoria finale dello Sparta
Capocannoniere del torneo fu Vojtěch Bradáč dello Slavia Praga con 42 reti.

## Classifica finale
|    | Classifica           | G  | V  | N | P  | GF  | GS | Pti |
| -- | -------------------- | -- | -- | - | -- | --- | -- | --- |
| 1  | Sparta               | 26 | 19 | 3 | 4  | 100 | 27 | 41  |
| 2  | Slavia Praga         | 26 | 19 | 3 | 4  | 90  | 32 | 41  |
| 3  | Prostějov            | 26 | 16 | 4 | 6  | 66  | 41 | 36  |
| 4  | Židenice             | 26 | 13 | 6 | 7  | 65  | 42 | 32  |
| 5  | Plzeň                | 26 | 13 | 4 | 9  | 80  | 61 | 30  |
| 6  | Náchod-Deštné        | 26 | 11 | 3 | 12 | 60  | 67 | 25  |
| 7  | I. ČSŠK Bratislava   | 26 | 10 | 5 | 11 | 50  | 61 | 25  |
| 8  | Viktoria Plzeň       | 26 | 9  | 6 | 11 | 52  | 54 | 24  |
| 9  | Kladno               | 26 | 7  | 7 | 12 | 59  | 80 | 21  |
| 10 | Moravská Slavia Brno | 26 | 7  | 7 | 12 | 42  | 60 | 21  |
| 11 | DFC Prag             | 26 | 7  | 6 | 13 | 30  | 57 | 20  |
| 12 | Teplitzer            | 26 | 7  | 4 | 15 | 49  | 65 | 18  |
| 13 | Kolín                | 26 | 4  | 8 | 14 | 44  | 82 | 16  |
| 14 | DSV Saaz             | 26 | 5  | 4 | 17 | 34  | 92 | 14  |

## Verdetti
- Sparta Campione di Cecoslovacchia 1935-1936.
- Sparta, Slavia Praga, Prostějov e Židenice ammesse alla Coppa dell'Europa Centrale 1936.
- DFC Prag, Teplitzer, Kolín e DSV Saaz Retrocessi.